# Vytjegda
Vytsjegda (russisk: Вычегда, tr. Vytjegda; komi: Эжва, tr. Ezjva) er en flod i Republikken Komi og Arkhangelsk oblast i den europæiske del af Rusland, og en østlig biflod til Nordlige Dvina. Floden er omkring 1.130 km lang, og har et afvandingsareal på 122.800 km². Middelvandføringen ved udløbet i Nordlige Dvina er 1.100 m³/s, ved Syktyvkar 599 m³/s.
Vytsjegdas udspringer i Timanhøjderne i Republikken Komi, omkring 300 km vest for det nordlige Ural. Herfra løber floden i en overvejende vestlig retning, gennem republikken Komi og Arkhangelsk oblast. Den største by ved Vytsjegda er Syktyvkar, hovedstaden i Republikken Komi. Vytsjegda løber sammen med Nordlige Dvina i byen Kotlas, i det sydøstlige Arkhangelsk oblast. De største bifloder er Visjera, Vym, Keltma og Sysola.
Om foråret er Vytsjegda sejlbar til Voldino (959 km), om sommeren og efteråret er floden sejlbar til Ust-Kulom (693 km). De vigtigste havnebyer langs Vytsjegda er Kotlas, Syktyvkar og Ust-Kulom. Via den 195 km. lange Nordlige Ekaterininskij Kanal var floden tidligere knyttet til Kama, en biflod til Volga. Nordlige Ekaterininskij Kanal (opkaldt efter Katharina den Store) var i drift i 16 år før den blev nedlagt i 1836. Der er fortsat forbindelse til Volga, via Nordlige Dvina, bifloden Sukhona, Nordlige Dvina-kanalen og Volga-Østersøkanalen.
Vytsjegda er en vigtig flod for tømmerflådning. 